# Los Guardianes de la Trocha
Los Guardianes de la Trocha, autodenominados Ronda Campesina "El Pueblo", son un grupo paramilitar peruano dedicado a la minería ilegal que opera en el departamento de Madre de Dios cuya función es brindar seguridad a los mineros ilegales a cambio del pago de cupos extorsivos, también han estado involucrados en asesinatos y secuestros.

## Historia
El origen de "Los Guardianes de la Trocha" se encuentra en la década del 2010, cuando Samuel Sánchez Irene, alias "El venado", y su banda criminal pasaron de realizar asaltos y acciones de delincuencia común a dar "protección" a los mineros ilegales de La Pampa, ubicado en el departamento de Madre de Dios, tras ser contratados por dirigentes de los mineros ilegales y de los mototaxistas de la zona. En un principio, la banda de "El venado" tomó control de una trocha de ingreso al campamento minero Mega 14, para luego expandirse hasta lograr el control de todos los ingresos a La Pampa, y aunque al inicio los robos a los mineros ilegales se redujeron, pronto empezaron las prácticas extorsivas de "Los Guardianes de la Trocha".
Aunque en un principio "Los Guardianes de la Trocha" usaban ropa paramilitar con pasamontañas, posteriormente se reportó el uso de ropa civil para camuflarse entre la población del lugar. Entre noviembre del 2016 y febrero del 2017, "Los Guardianes de la Trocha" estuvieron involucrados en el asesinato, e incineración de restos en "El Quemadero", de más de 20 personas, además se reportó casos de abuso sexual contra mujeres que se negaban a entregar dinero u oro.
En el año 2017, la Policía Nacional del Perú (PNP) realizó un operativo para capturar a "El venado", que terminó con la huida de éste luego de un enfrentamiento a balazos y la captura de 4 integrantes de la organización criminal. En septiembre del 2017, "El venado" estuvo involucrado en un tiroteo cerca del río Malinowski que acabó con la vida del suboficial Jhony Cáceres Gonzales. En octubre del 2017, se realizó un operativo para capturar a "El venado", que terminó fracasando. En el año 2018, miembros del Grupo Terna capturaron a "El venado" cuando salía del aeropuerto internacional de Puerto Maldonado, sin embargo, fue pronto liberado. Luego de su liberación, "El venado" cedió su lugar a Manuel Edy Tocto Román, alias "Rodrigo", y a Iván Fernández Pérez, alias "Tony". Alias "Rodrigo" tomó el control de las operaciones de "seguridad" a mineros ilegales en la margen derecha de La Pampa mientras que alias "Tony" tomó el control de la "seguridad" de comercios, bares y prostíbulos en la carretera interoceánica.
En el año 2019, asesinaron a Primitiva Gutiérrez del Castillo, propietaria de una parcela agrícola por negarse a las exigencias de "Los Guardianes de la Trocha". En el 2020 ejecutaron a José Abelardo Cañihua Nina, luego de discutir con mineros ilegales por haber estos invadido su propiedad agrícola. En aquel mismo año, "Los Guardianes de la Trocha" asesinaron a Benito Humeres Surco, por encargo de un minero conocido como "El chino", quien previamente había ofrecido una propuesta de compra de su terreno agrícola a Humeres que fue denegada.
Debido a las quejas por el elevado cobro de cupos y el aprovechamiento de las mejores zonas de extracción, en octubre del 2020 fue asesinado alias "Rodrigo" por gente relacionada con "El venado". En diciembre de 2020, fueron asesinados 6 integrantes de la facción de "Rodrigo". El 1 de enero del 2021, personas relacionadas con la facción de "Tony" fueron asesinadas por gente de "El venado". Se reportó que entre octubre del 2020 y junio del 2021, alrededor de 30 personas fueron asesinadas producto del intento de recuperación de las actividades ilegales por parte de "El venado".
En el año 2022, "Los Guardianes de la Trocha" estuvieron involucrados en el asesinato de Juan Julio Fernández Hanco, defensor ambiental que se oponía a la invasión de una concesión de reforestación en el kilómetro 103 de la carretera interoceánica.
En enero del 2023, se reportó que Brussi Elwis Apaza Vilcapaza, dirigente autodesignado del Frente de Defensa de las Actividades Económicas de La Pampa, y líder del asedio de Madre de Dios, recibía protección de "Los Guardianes de la Trocha". En junio de 2023, miembros de dicha organización asesinaron al suboficial ST3 PNP Álex Sánchez Saavedra, esto en represalia por haber tomado fotografías a los presentes en un evento musical organizado por "Los Guardianes de la Trocha".